# Burgruine Rosenau

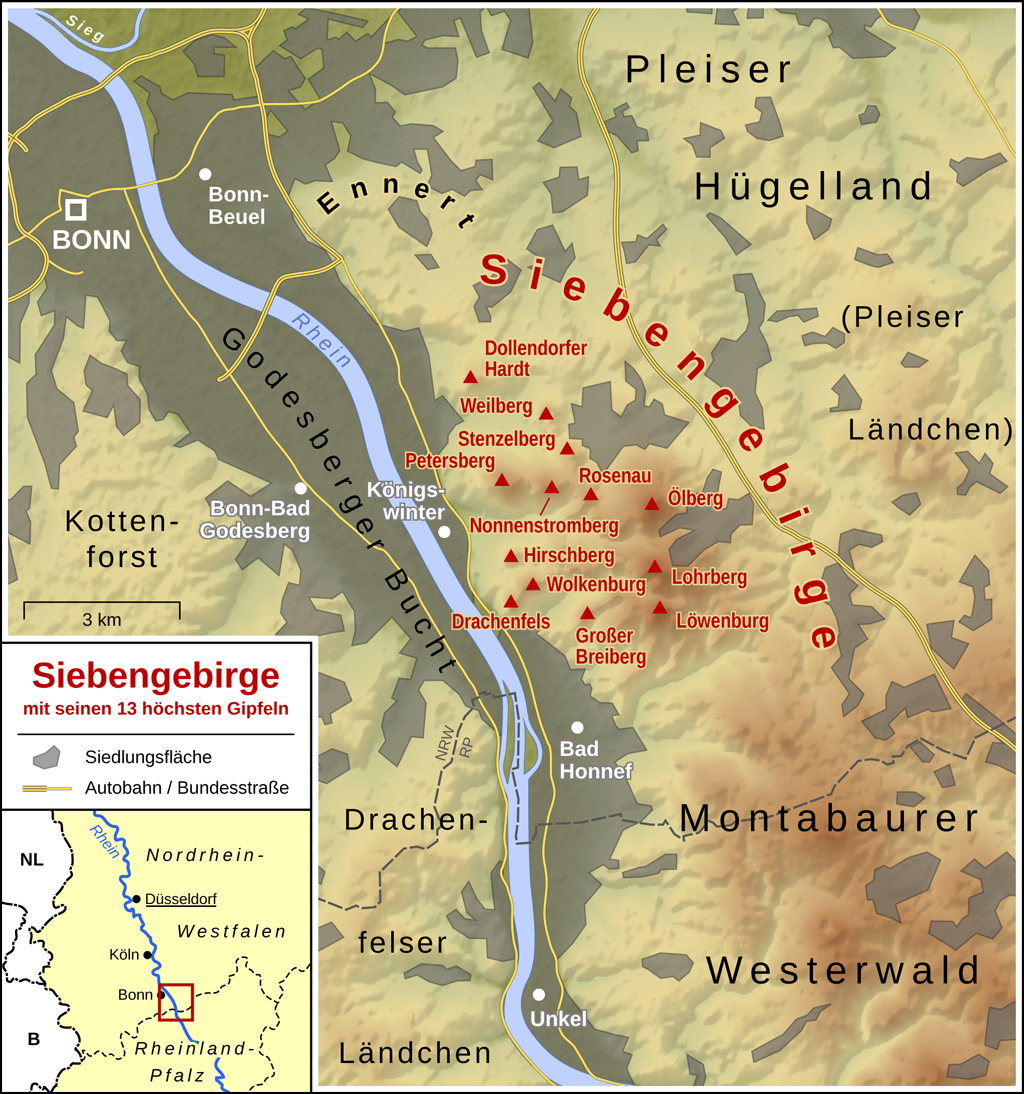
Siebengebirge

Die Burgruine Rosenau steht auf dem Berg Rosenau, auch Große Rosenau (322,1 m ü. NHN), im Naturpark Siebengebirge in Nordrhein-Westfalen. Sie befindet sich auf dem Stadtgebiet von Königswinter zwischen dem Nonnenstromberg und dem Großen Ölberg.

## Geschichte
Es ist bis heute nicht bekannt, wann die Höhenburg errichtet wurde. Wahrscheinlich gehörte sie dem Kölner Erzbistum, denn die Anlage passte gut in dessen Burgensystem, das mit der Burg Rolandseck, der Godesburg, der Burg auf dem Drachenfels und der Wolkenburg die Südflanke des Erzstiftes schützte.
In einer Urkunde vom 27. Februar 1222 werden die Burganlage Rosenau und ihr damaliger Besitzer Dietrich erstmals erwähnt. Dietrich von Dorndorf entstammte dem niederen Adel und nannte sich seit jener Zeit nach der Burg, deren Herr er war, auch Dietrich von Rosenau (Dietrich von Rosenouwe). Nach seinem Tod verkaufte seine Witwe Agnes die Rosenau im November 1243 an das Kloster Heisterbach. Im Vertrag wurde dem neuen Eigentümer ausdrücklich das Recht auf Zerstörung der Burg zugesichert, was ein sehr ungewöhnlicher Vorgang war.
Nachdem im Jahre 1249 ein zweiter Verkaufsvertrag geschlossen wurde, weil eine Schwiegertochter der Agnes von Rosenau Einspruch erhoben hatte, wurde die Burg um 1250 durch das Kloster Heisterbach zerstört. Die Steine wurden vermutlich wiederverwendet und kamen als Baumaterial an den Klostergebäuden zum Einsatz.
1885 zählte der nahe der Burgruine gelegene Wohnplatz Rosenau 20 Einwohner in drei Gebäuden. In der Zeit von 1896 bis 1898 ließ der damalige Eigentümer Anselm Bachem auf dem Areal ein Hotel errichten; die Baumaterialien wurden über ein im Mai 1896 angelegtes Stichgleis von der Heisterbacher Talbahn zur Rosenau transportiert. Der Rohbau des neuen Hotels war bereits Ende November 1896 fertiggestellt, aufgrund des Einsturzes der Westfassade ins Gebäudeinnere konnte es aber erst am 4. Mai 1898 eröffnet werden. Zur besseren Anbindung des Hotels wurde der alte Stenzelberger Karrenweg zur Fahrstraße ausgebaut und am 1. April 1899 freigegeben. Bei dem Anlegen von Wegen und dem Bau eines Pavillons wurden 1902 Mauern freigelegt, die der rheinische Provinzial-Konservator Edmund Renard als ein „[…] längliches Rechteck von etwa 18 m Breite und 30 m Länge […]“ beschrieb. Nach der nationalsozialistischen Machtergreifung 1933 wurde im Zuge einer Arbeitsbeschaffungsmaßnahme eine Autostraße von Heisterbacherrott zur Rosenau errichtet. Nachdem das Hotel im Zweiten Weltkrieg am 4. Februar 1944 durch Sprengbomben schwer beschädigt worden war, ließ der heutige Eigentümer, die IG Bergbau und Energie, das Gebäude 1953 abreißen.
Die Burgruine besteht heute aus den bis zu sechs Meter hohen Resten einer Ringmauer aus Trachyt, die sich an der Südseite eines künstlich angelegten Plateaus erheben. Sie wurden 1990/91 mit Hilfe der IG Bergbau und Energie, des Landes Nordrhein-Westfalen und der Stadt Königswinter konservatorisch gesichert.

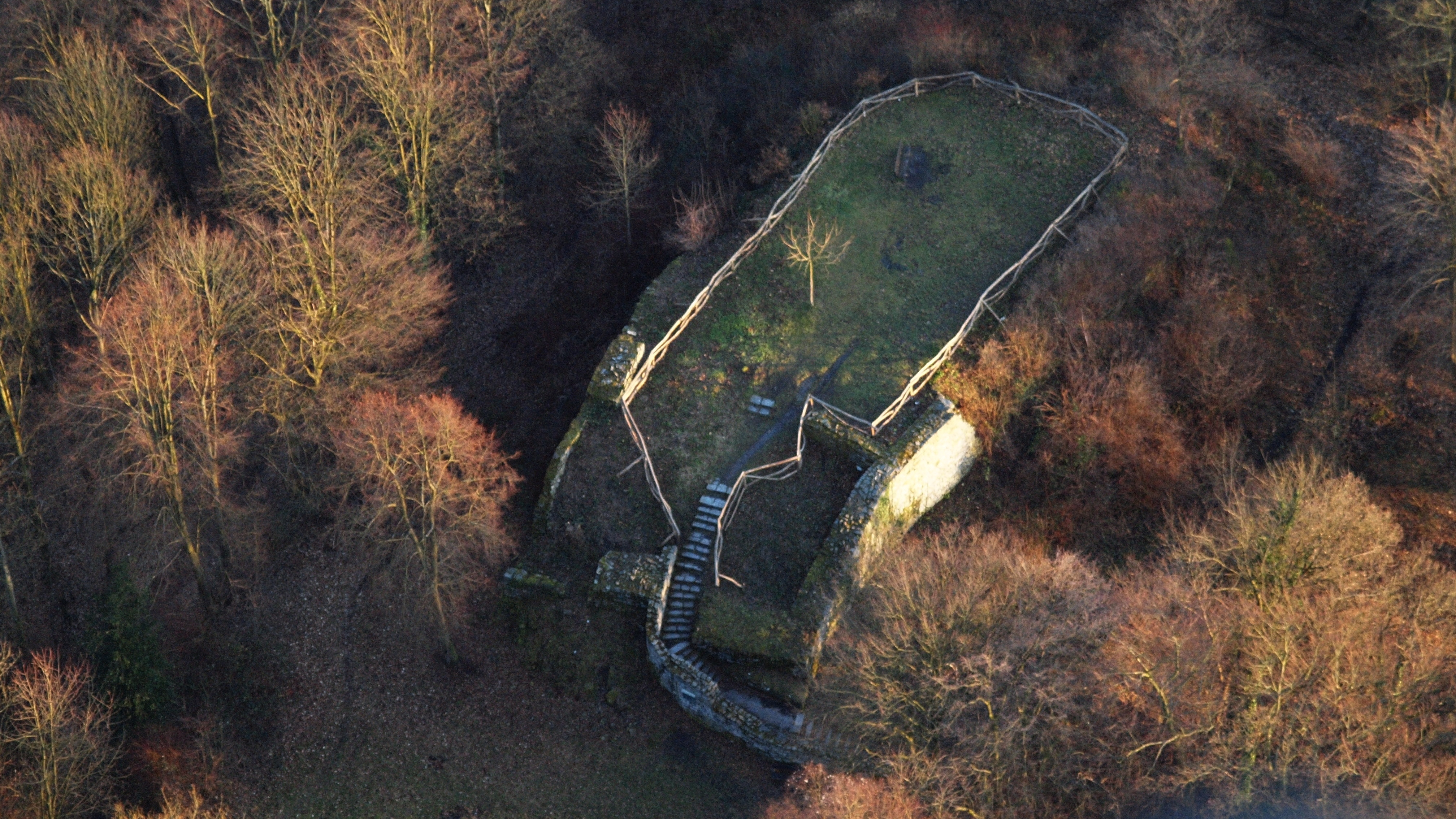
Burgruine Rosenau, Luftaufnahme (2015)
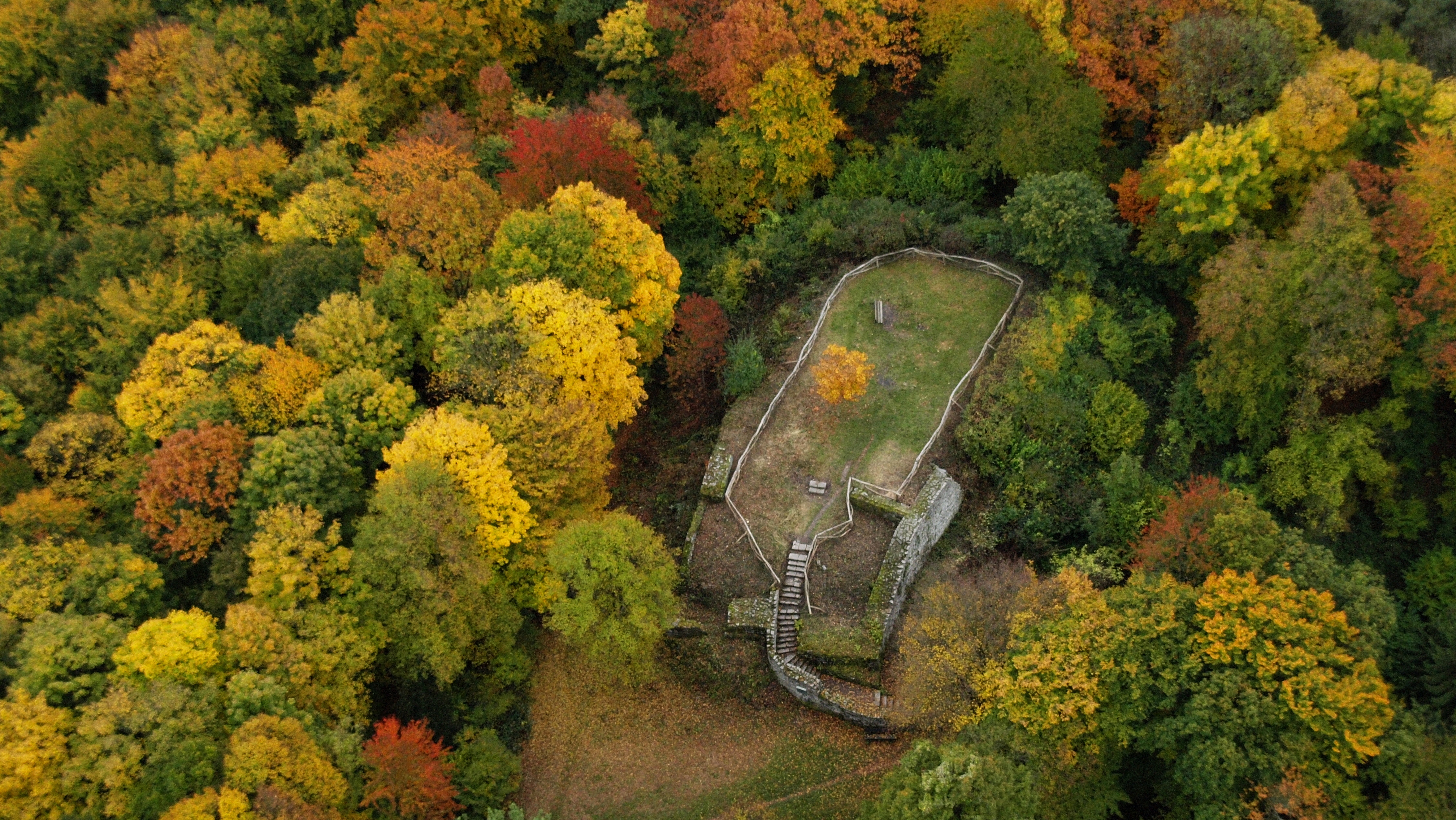
Burgruine Rosenau, Luftaufnahme (Oktober 2015)